# Louise Berger
Louise Berger est une anarchiste lettone, membre de l'Anarchist Black Cross et éditrice, avec Emma Goldman, du journal Mother Earth.
Sa notoriété s'élargit au-delà des cercles anarchistes après l'explosion prématurée d'une bombe dans son appartement de New York qui tue quatre personnes et détruit une partie de l'immeuble. 

## Biographie
Louise Berger est née en Lettonie, qui à l'époque appartenait à l'Empire russe, dans les années 1890. Autour de 1905, elle quitte la Russie pour l'Europe occidentale. À Hambourg, elle rencontre deux membres de l'Anarchist Black Cross lettone, Charles Berg et Carl Hanson, et les accompagne à New York en 1911. Une fois arrivé, ces trois-là rejoigne le Groupe anarchiste letton, une organisation qui se consacre à la publication et la distribution de littérature anarchiste. En décembre 1913, de ce groupe va découler la Lettish Anarchist Red Cross.
En même temps, Berger, Berg et Hanson sont également actifs dans les Anarchist Labor Rights Groups et l'Anti-Military League. La plupart de ces organisations utilise le Centre Ferrer comme base pour leurs activités. Des personnes comme Alexandre Berkman, Emma Goldman, Luigi Galleani, des membres de l'Anarchist Red Cross et des Industrial Workers of the World (IWW) y passent le plus clair de leur temps. Durant certaines de ces réunions, il est prévu de se rendre à Tarrytown, où se trouve la propriété historique de John D. Rockefeller, fondateur de la Standard Oil. Le but est de protester contre le massacre de Ludlow.
En juin 1914, des membres de la Lettish Anarchist Red Cross, dont Louise Berger, ainsi qu'Arthur Caron, un membre des IWW, prévoient une attaque à la bombe contre John D. Rockfeller. Ils stockent des explosifs chez Louise Berger. Ils décident de cibler la maison Rockfeller de Tarrytown pour le 3 juillet. Cependant, pour des raisons inconnues cette attaque est reportée au dernier moment. Berg, Hanson et Caron retournent chez Louise Berger avec la bombe.
À 9 heures du matin, le 4 juillet, Louise quitte son appartement pour se rendre aux locaux du Mother Earth, où elle travaille comme éditrice aux côtés d'Alexandre Berkman. À 9 heures 15, une explosion retentit de son appartement, au 1626 Lexington Avenue. Une pluie de débris et de taule tombe sur le trottoir, le journaliste Jack Isaacson se souviendra avoir vu un bras tombé sur le sol, à ses pieds. La bombe a donc explosé prématurément, tuant Charles Berg, Carl Hanson et Arthur Caron. Marie Chavez, une voisine, est également tuée par l'explosion.
Le 20 juillet 1914, Louise Berger rencontre Becky Edelsohn en prison.
Elle va continuer de militer aux États-Unis pendant encore trois ans. En 1917, après la Révolution de Février, elle décide retourner chez elle et de participer à la révolution. Berkman et Goldman viennent de terminer le Manifesto to the Russian Workers, Peasants, and Soldiers ! pour évoquer l'état du mouvement antimilitariste aux États-Unis, en particulier l'emprisonnement de Thomas Mooney et Warren Billing, accusé de l'explosion du Preparedness Day en 1916. Ils confient à Louise, une de leurs plus proches amis, une copie du manifeste pour qu'elle l'emmène en Russie. Louise part de New York en août 1917, à bord d'un bateau où se trouve John Reed ainsi que de nombreux autres militants communistes et anarchistes dont Sénia Fléchine.
Arrivée en Russie, elle et Fleshin rejoignent les anarchistes. Puis, Berger part pour Odessa où elles participent à des expropriations de banques avec des Naletchik (braqueurs). Les informations autour de sa mort sont floues, certaines sources affirme que Louise est tombée malade puis qu'elle est morte du typhus. D'autres sources, en revanches[Combien ?], pensent qu'elle a été tuée, avec d'autres anarchistes, par la Tchéka ou l'Armée rouge pendant la campagne trotskiste contre les anarchistes et les dissidents.